# BélO
BélO (né Jean Belony Murat le 29 octobre 1979 à Croix-des-Bouquets) est un chanteur et guitariste haïtien.

## Biographie
Issu d'un milieu modeste, BélO grandit à Pétionville dans la banlieue de Port-au-Prince. Artiste précoce, il fait ses débuts sur scène à l'occasion de la fête du livre en interprétant une chanson de Buju Banton alors qu'il n'est âgé que de 11 ans. Il apprend la basse et la guitare en autodidacte.
Depuis, ce jeune auteur-compositeur-interprète a développé un style originale, mêlant reggae, jazz, soul au traditionnel rara, chantant en créole.
En 2005, il termine des études de comptabilité et sort son premier album Lakou trankil qui connait un grand succès en Haïti. En novembre 2006, on lui décerne le Prix Découvertes RFI. La remise de ce prix à Doula au Cameroun est sa première occasion de voyager hors de son pays natal.  En 2007, il fait une grande tournée en Afrique de l'Ouest, en Amérique latine, aux États-Unis en France et au Québec. Il sort un second album Référence en 2008
Lors du séisme de 2010 à Haïti, il est en tournée en Guadeloupe. Après, une série de concerts de solidarité à travers le monde, il bénéficie d'un visa pour la création français et s'installe en France hexagonale pour plusieurs mois.

## Discographie
- Lakou trankil, 2005
- Référence, 2008
- Haïti Debout, 2011
- Natif Natal, 2014
- Dizan, 2016
- Motivasyon, 2019